# 日產租車
日產汽車租賃解決方案有限公司（日语：株式会社日産カーレンタルソリューション）簡稱為日產租車，乃為日本日產汽車子公司「日產網絡控股有限公司」（（日語）日産ネットワークホールディングス株式会社）出資成立的汽車租賃公司。

## 沿革與概要
其實早在1966年8月，日產汽車便已成立子公司「日產觀光服務有限公司」（（日語）株式会社日産観光サービス，現已更名成日產金融服務公司），展開汽車租賃的業務。但是2008年12月1日主要股東變更成「日產網絡控股有限公司」（（日語）日産ネットワークホールディングス株式会社），同時大幅削減全國各地的店舖數。至2016年3月止，該公司在各地共有360家分店。

### 車種
基本上日產汽車生產的車種都有，不過像東北地區的營業所更提供速霸陸的Legacy、Impreza、R2等車款。某些特殊車款如Micra C+C、Fairlady Z等也會不定期提供，主要在推出「特殊車款活動」時出現，以供消費者租用。為迎合環保潮流，其他像電動車Leaf、油電混合車Fuga Hybrid等車款亦有提供。

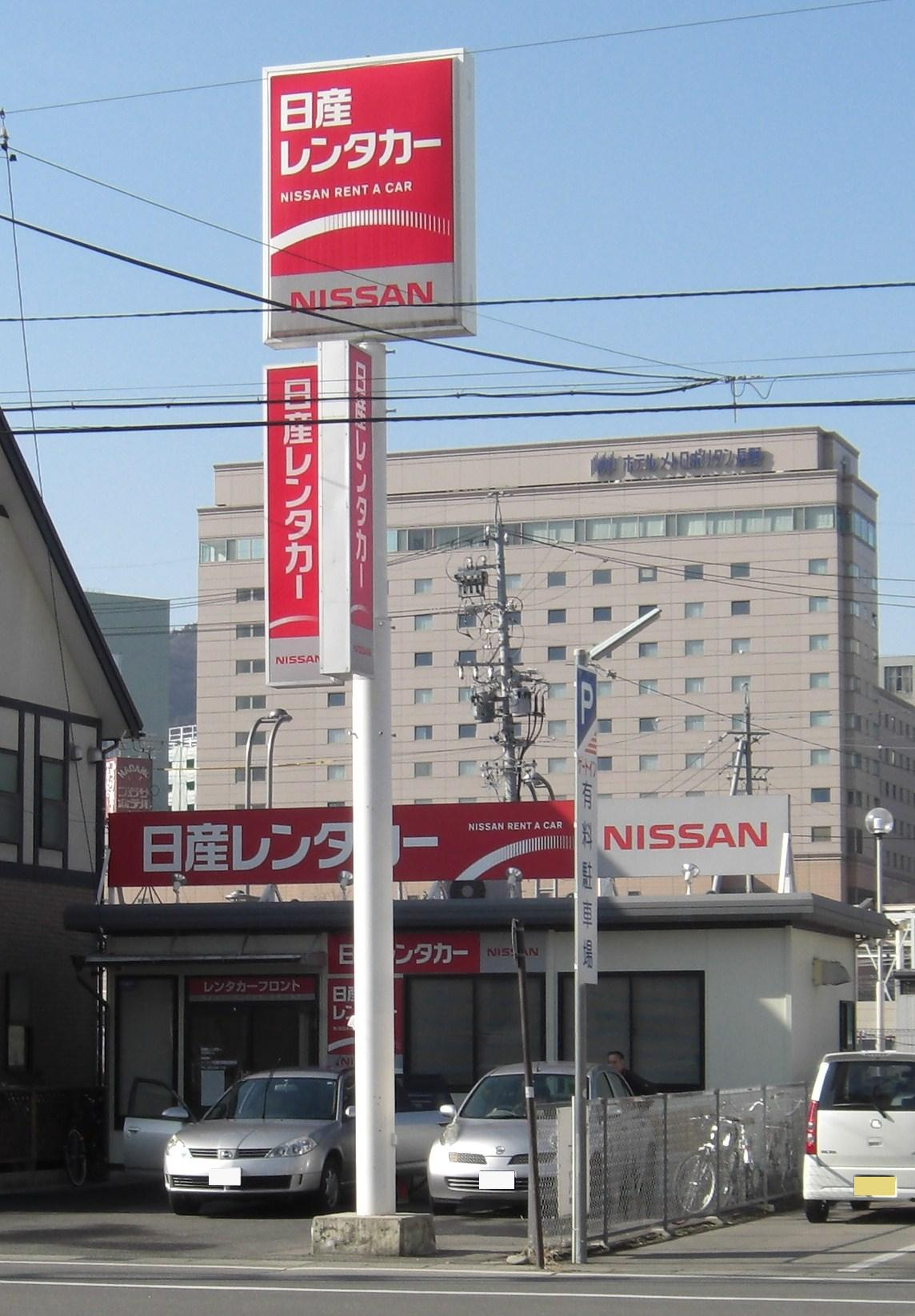
日產租車長野店外觀
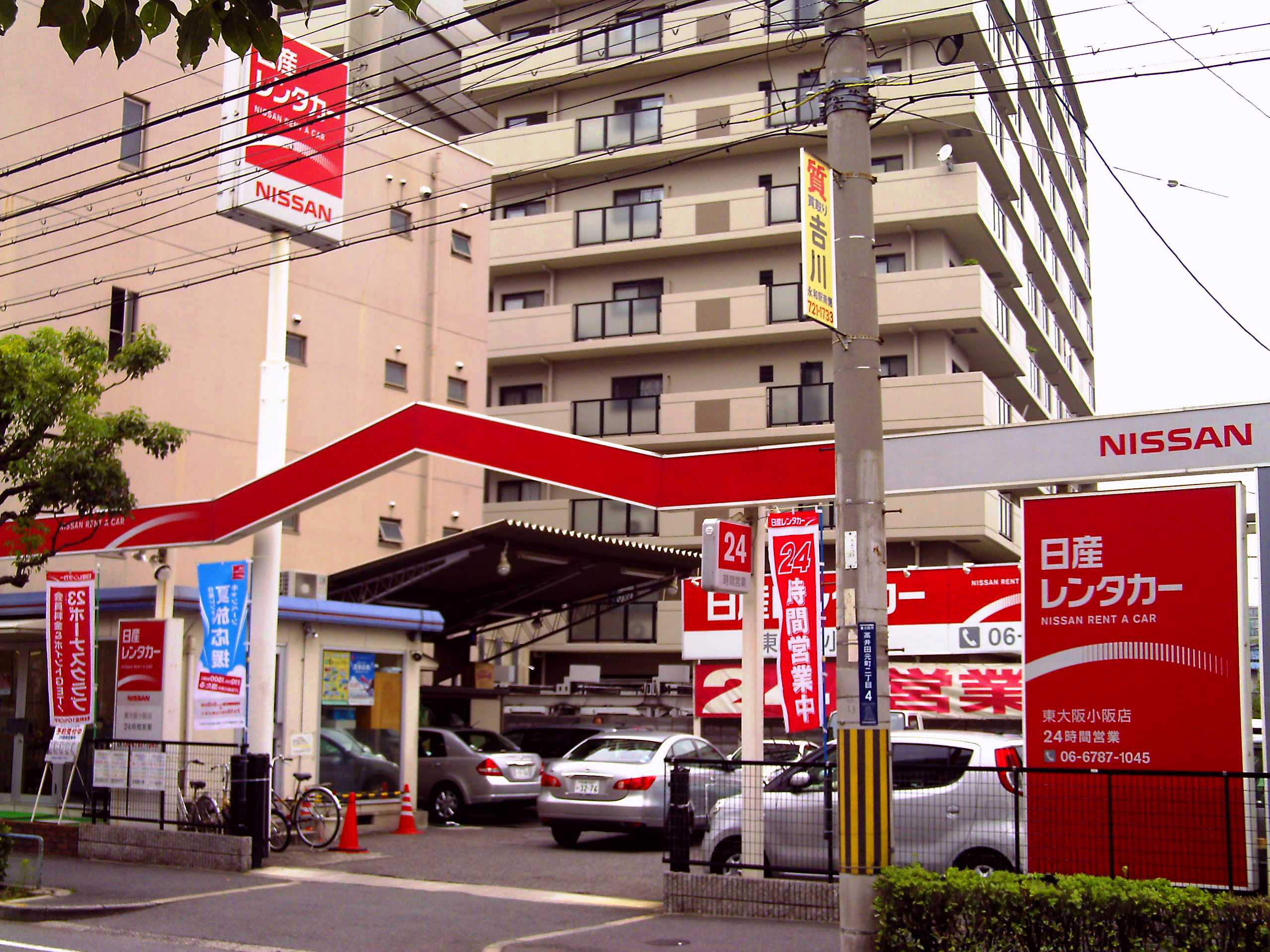
日產租車小阪店外觀

## 外部連結
- 官方网站